# Volo Pan Am 806
Il volo Pan Am 806 era un volo di linea internazionale da Auckland, in Nuova Zelanda, a Los Angeles, California, con scali intermedi a Pago Pago, nelle Samoa Americane, e Honolulu, alle Hawaii. Il 30 gennaio 1974, il Boeing 707 Clipper Radiant si schiantò durante l'avvicinamento all'aeroporto Internazionale di Pago Pago, provocando la morte di 97 delle 101 persone a bordo.
Il National Transportation Safety Board (NTSB) concluse che la causa più probabile dell'incidente era stata l'identificazione tardiva del wind shear indotto da microburst da parte dei piloti. Altri fattori includevano la scarsa visibilità e la mancanza di avvisi riguardanti altitudine e velocità da parte dell'equipaggio.

## L'aereo e l'equipaggio
L'aereo coinvolto era un Boeing 707-321B spinto da 4 motori turboventola Pratt & Whitney JT3D-3B. Registrato N454PA con il numero di serie 19376/661, aveva accumulato 21.625 ore di pressurizzazione dal suo primo volo nel 1967. Era pilotato dal comandante Leroy Peterson, 52 anni, con un'esperienza di 17.414 ore di volo, delle quali 7.416 sul 707. Il copilota era il primo ufficiale Richard Gaines, 37 anni, con 5.107 ore di volo sul 707. Il terzo ufficiale era James Phillips, 43 anni, e l'ingegnere di volo era Gerry Green, 37 anni.

## L'incidente
Al 20:14, il volo 806 partì da Auckland con 91 passeggeri e 10 membri dell'equipaggio a bordo secondo le regole del volo strumentale (IFR) fino a Pago Pago.
Alle 23:34, il 707 era sceso a 5 500 piedi (1 700 m), si era sintonizzato sulla frequenza del VOR di Pago Pago catturando il radiale di 226 gradi e stava volando con la direzione reciproca di 46 gradi. Il controllo aereo di Pago Pago segnalò venti da 010 gradi a 15 nodi (28 km/h) e raffiche a 20 nodi (37 km/h).
Il Boeing riceveva segnali dal localizzatore e utilizzava il sistema di atterraggio strumentale (ILS) per atterrare sulla pista 5. Alle 23:38, il controllore informò i piloti di un brutto temporale nelle vicinanze dell'aeroporto, poi, alle 23:39, dichiarò che il vento proveniva da 030 gradi a 20 nodi (37 km/h), con raffiche a 25 nodi (46 km/h). Il volo rispose "Otto zero sei, wilco [arriviamo]" alle 23:39:41. Questa fu l'ultima comunicazione del volo 806.
Il registratore della cabina di pilotaggio (CVR) registrò una normale conversazione durante l'ultimo minuto del volo. Alle 23:40:22 il copilota disse al suo superiore "sei un po' alto" e alle 23:40:33 "siamo al minimo" (altezza minima di discesa). Alle 23:40:35, il primo ufficiale dichiarò "aeroporto in vista", quindi "vira a destra" seguito da "centoquaranta nodi". Non si sentirono ulteriori conversazioni.
Alle 23:40:42, il 707 sbatté contro degli alberi a 3 865 piedi (1 178 m) prima della soglia della pista 5. L'aereo impattò contro il terreno per ulteriori 236 piedi arando la fitta vegetazione per altri 539 piedi (164 m) prima di schiantarsi contro una parete rocciosa alta tre piedi. Tutti e quattro i motori si staccarono dalle ali e la fusoliera si danneggiò gravemente. Un incendio post-impatto consumò la maggior parte dell'aereo.

## Conseguenze
10 membri dell'equipaggio e 87 passeggeri morirono per causa diretta dell'incidente. In particolare, tutti i passeggeri e l'equipaggio erano sopravvissuti all'impatto iniziale. I superstiti riferirono che le forze subite erano leggermente più forti di quelle di un normale atterraggio. Dopo l'esame, l'interno della cabina passeggeri risultò non danneggiato dall'incidente.
Nove passeggeri e un membro dell'equipaggio, il terzo ufficiale Phillips, sopravvissero allo schianto iniziale e all'incendio. Un passeggero morì il giorno dopo l'incidente. Tre giorni dopo, anche il restante membro dell'equipaggio e tre passeggeri persero la vita, seguiti da un altro passeggero nove giorni dopo. Secondo il rapporto dell'NTSB 49 CFR parte 830, le vittime che morirono più di sette giorni dopo l'incidente non devono essere attribuite a detto disastro.

## Le indagini
Il rapporto finale dell'NTSB del 6 ottobre 1977 stabilì che la probabile causa dell'incidente era: